# Boissonneaua
A Boissonneaua  a madarak osztályának sarlósfecske-alakúak (Apodiformes)  rendjébe és a kolibrifélék (Trochilidae) családjába tartozó nem.

## Rendszerezésük
A nemet Heinrich Gottlieb Ludwig Reichenbach német botanikus és ornitológus írta le 1854-ben, az alábbi 3 faj tartozik ide:
- fakófarkú kolibri (Boissonneaua flavescens)
- rezesfarkú kolibri (Boissonneaua matthewsii)
- zafírkolibri (Boissonneaua jardini)

## Előfordulásuk
Dél-Amerikában, az Andok hegységben honosak. A természetes élőhelyük szubtrópusi és trópusi hegyi esőerdők és magaslati bokrosok.

## Megjelenésük
Testhossza 11-13 centiméter közötti.